# Armene silvicola
Armene silvicola är en bönsyrseart som beskrevs av Aare Lindt 1976. Armene silvicola ingår i släktet Armene och familjen Mantidae. Inga underarter finns listade i Catalogue of Life.